# 逃亡者 (1959年の映画)
『逃亡者』（とうぼうしゃ）は、1959年3月25日に公開されたアクション映画。原作は藤原審爾の『逃亡者』（『オール読物』所収）、監督は古川卓巳。露口茂がこの作品で映画初出演を果たした。
前科持ちのために社会復帰が出来ないまま、大金を積まれたことで再び悪事に手を染めていく男の姿を描いた作品である。

## 配役
- 長門裕之 : 杉江次郎
- 稲垣美穂子 : 伊吹和子
- 松本染升 : 伊吹半造
- 露口茂  : 岡田孝
- 小園蓉子 : 辻さと子
- 近藤宏 : 滝村忠雄
- 紅沢葉子 : 中井くめ
- 垂水悟郎 : 島本
- 富田仲次郎 : 権田原元
- 南風夕子 : 安野みどり
- 野呂圭介 : ぐれん隊
- 長弘 : 運転手
- 緑川宏[6] : 連絡所の男
- 浜村純 : 大原巡査
- 二本柳寛 : 寺崎剛
- 西村晃  : 森

## スタッフ
- 監督 ：古川卓巳
- 脚本： 星川清司
- 原作 : 藤原審爾
- 企画 : 高木雅行
- 音楽 ：小杉太一郎
- 撮影 : 松橋梅夫
- 編集 : 辻井正則

## 併映作品
- 『JA750号機行方不明』: 山崎徳次郎監督